# 岩手県立釜石商工高等学校
岩手県立釜石商工高等学校（いわてけんりつかまいししょうこうこうとうがっこう）は岩手県釜石市にある公立の商工高等学校。

## 沿革
- 2009年（平成21年） - 岩手県立釜石商業高等学校と岩手県立釜石工業高等学校の統合で開校
- 2010年（平成22年)  - テニスコート・弓道場・生徒駐輪場完成
- 2018年（平成30年） - 電子機械科の募集を停止
- 2019年（令和元年） - 創立10周年記念式典を挙行
- 2020年（令和2年） - 電子機械科を廃止。総合情報科の学級数を4から3に削減。

## 教育目標
人格を尊重し陶冶することによって心身ともに健全な自己実現を達成して、社会の有為な形成者としてその発展に寄与するたくましい人間の育成を目指す

## 概要

### 校章
釜石市の花「はまゆり」をデザインし、商業の優しさを花びら、工業の力強さを葉で表現したうえで、中央に校名の「商工」を配している。

## アクセス
- JR釜石線・三陸鉄道リアス線 釜石駅より岩手県交通バス平田方面の路線で「観音入口」下車 徒歩3分